# Silverdale (Pensilvania)
Silverdale es un borough ubicado en el condado de Bucks en el estado estadounidense de Pensilvania. En el año 2000 tenía una población de 1,001 habitantes y una densidad poblacional de 857 personas por km².

## Geografía
Silverdale se encuentra ubicado en las coordenadas 40°20′47″N 75°16′15″O / 40.34639, -75.27083.

## Demografía
Según la Oficina del Censo en 2000 los ingresos medios por hogar en la localidad eran de $62,250 y los ingresos medios por familia eran $68,594. Los hombres tenían unos ingresos medios de $42,431 frente a los $29,500 para las mujeres. La renta per cápita para la localidad era de $23,814. Alrededor del 2.1% de la población estaba por debajo del umbral de pobreza.